# Бергер, Иоханн Карл
Иоханн Карл Бергер (итал. Johann Karl Berger, известен как Ханс Берегер итал. Hans Berger, род. 4 декабря 1947 года, Сельва-деи-Молини, Трентино — Альто-Адидже, Италия)  — итальянский политический деятель. Сенатор, Секретарь президиума Сената Итальянской Республики (с 2013 года).

## Биография
Коммерсант и специалист по сельскому хозяйству.
Занимал различные посты в руководстве Автономной провинции Больцано.
Советник в провинциальном совете Больцано XI—XIV созывов (1993—2013 гг.). Занимал этот пост до избрания в Сенат Италии.
11 февраля 1994 года избран асессором и секретарем квестора провинции (11 февраля 1994 года — 16 декабря 1998 года). С 9 марта по 16 марта 1994 года — член, а с 17 марта 1994 года по 16 декабря 1998 года — заместитель председателя II Законодательной комиссии Совета провинции (сельское хозяйство, окружающая среда, планирование и программирование). С 9 марта по 15 марта 1994 года член, а с 16 марта 1994 года по 16 декабря 1998 года председатель III Законодательной комиссии (финансы и наследие, общественные работы, промышленность, торговля, флот и туризм).
С 4 февраля по 24 мая 1999 года — асессор по сельскому хозяйству, а с 25 мая 1999 года по 17 декабря 2003 года асессор по сельскому хозяйству и наследию. С 18 декабря 2003 года по 17 декабря 2008 года — асессор по вопросам IT, сельского хозяйства, земли и кадастра.
С 18 декабря 2008 года по 9 апреля 2013 года — вице-президент автономной провинции Больцано (представлял немецкую общину области) и асессор по вопросам IT, сельского хозяйства, земли и кадастра.
В 2013 году избран Сенатором Итальянской Республики. С 19 марта 2013 года — секретарь Парламентской группы для Автономий (SVP, UV, PATT, UPT) — PSI .
С 7 мая 2013 года член 11 Постоянного комитета (труд и социальное обеспечение). С 8 мая 2013 года — секретарь Президиума Сената Италии. С 15 мая 2013 года по 21 октября 2015 года — член 14 Постоянного комитета (Политика Европейского Союза). С 24 июня 2013 года член Комиссии по расследованию несчастных случаев на производстве.

## Награды
- Командор ордена «За заслуги перед Итальянской Республикой» (2 июня 2009 года)[6].